# El Domo
El Domo o Centro de Espectáculos de San Luis Potosí es un recinto cubierto multiusos dedicado a eventos culturales y espectáculos musicales y plaza de toros en San Luis Potosí en el estado de San Luis Potosí en México. 

## Historia
El Domo, Centro de Espectáculos de San Luis Potosí, abrió sus puertas en el mes de noviembre de 2010 con una magna inauguración. La corrida de toros inaugural tuvo lugar el 13 de noviembre de 2011 con toros de Arroyo Zarco para Enrique Ponce, Sebastián Castella y los aguascalentenses Arturo Macías “El Cejas” y Juan Pablo Sánchez. En cuanto a los toros célebres señalar el indulto de Compadre por Arturo Macías en agosto de 2011.
Los espectáculos y eventos celebrados en El Domo suponen una importante afluencia de visitantes a San Luis Potosí y resultan en un incremento en la actividad económica y creación de empleo en todas las áreas ligadas a los espectáculos, tales como la gastronomía y hotelería del sector turístico, así como para la industria artesanal, así como en el desarrollo cultural de San Luis Potosí.

## Descripción
Se ubica junto a las instalaciones de la Feria Nacional Potosina. Tiene un aforo de 10.000 localidades sentadas, ampliable a 11.000 en diversos espectáculos. Cuenta con acceso que tienen elevadores hacia los tres niveles, lo que facilita la entrada a las personas con capacidades diferentes y a los adquirientes de cada uno de los 32 palcos de que consta el recinto. El techo tiene estructura metálica cubierta con policarbonato importado de Israel y versatecho, materiales que observan las cualidades térmicas y acústicas requeridas para un magno escenario.

## Algunos eventos
- María José y Edith Márquez: 13 de mayo de 2011.
- Zoé: 5 de octubre de 2012.
- Alejandra Guzmán: 22 de noviembre de 2013.
- Marco Antonio Solís: 23 de noviembre de 2013.
- Luis Miguel: 10 de diciembre de 2013.
- Zoé: 6 de marzo de 2014
- La Oreja de Van Gogh: 28 de marzo de 2014.
- Miguel Bosé: 13 de octubre de 2015.
- Maná: 21 de octubre de 2015.
- Juan Gabriel: 18 de junio de 2016.
- Maluma: 18 de octubre de 2016.
- Sasha Benny Erik: 17 de noviembre de 2016.
- Ricky Martín: 14 de diciembre de 2016.
- Miguel Bosé: 9 de marzo de 2017.
- Timbiriche: 2 de diciembre de 2017.
- Joaquín Sabina. 16 de febrero de 2018.
- Luis Miguel: 10 de marzo de 2018.
- HaAsh: 17 de mayo de 2018.
- Mon Laferte: 6 de abril de 2019.
- Gloria Trevi: 9 de mayo de 2019.
- Karol Sevilla: 19 de mayo de 2019.
- Pepe Aguilar: 9 de agosto de 2019.
- Bad Bunny: 18 de octubre de 2019.
- Alejandra Guzmán: 13 de diciembre de 2019.
- Río Roma y Yahir: 14 de diciembre de 2019.
- Banda MS: 1 de febrero de 2020.